# Saint-Julien-la-Vêtre
 Saint-Julien-la-Vêtre  es una población y comuna francesa, situada en la región de Ródano-Alpes, departamento de Loira, en el distrito de Montbrison y cantón de Noirétable. 
El 1 de enero de 2019 pasó a ser una comuna delegada de la comuna nueva de Vêtre-sur-Anzon al fusionarse con la comuna de Saint-Thurin.

## Demografía
| 553 | 503 | 463 | 476 | 506 | 451 |
| Para los censos de 1962 a 1999 la población legal corresponde a la población sin duplicidades (Fuente: INSEE [Consultar]) |     |     |     |     |     |